# 2000 au cinéma
| Années du cinéma : 1997 - 1998 - 1999 - 2000 - 2001 - 2002 - 2003    |
| Décennies du cinéma : 1970 - 1980 - 1990 - 2000 - 2010 - 2020 - 2030 |

Cet article présente les faits marquants de l'année 2000 au cinéma.

## Festivals

### Cannes
- (10 au 21 mai). Dancer in the Dark de Lars von Trier reçoit la Palme d'or.

### Autres festivals
- x : 6e Semaine du cinéma britannique d'Abbeville : x
- x : 10e Festival du cinéma africain de Milan : Prix du meilleur long métrage : La Genèse de Cheick Oumar Sissoko (Mali)
- x : Sundance Film Festival : x
- x : 6e Fantastic'Arts de Gérardmer : x
- x : 50e Festival international du film de Berlin : x
- du 25 au 28 mai : 1re Festival international du film fantastique de Neuchâtel Premier prix : Gemini
- x : 2e Festival du film asiatique de Deauville : x
- x : 20e Festival international de films de femmes de Créteil : x
- x : 27e Festival du film de Paris : x
- x : 18e Festival du film policier de Cognac : x
- x : 24e Festival international du film d'animation d'Annecy : x
- x : 57e Mostra de Venise : Le Cercle de Jafar Panahi gagne le Lion d'or.
- x : 26e Festival du cinéma américain de Deauville : x
- x : 1er Un festival c'est trop court !
- x: 14e Festival international de films de Fribourg (FIFF)
- x : 3eConcours International de courts-métrages de la ville de Soria
- du 23 novembre au 26 novembre : 8e Festival du cinéma russe à Honfleur : Grand prix : Reclus (Затворник), 1999, de Egor Kontchalovski (ru)

## Récompenses

### Oscars
- Meilleur film : Gladiator de Ridley Scott
- Meilleure Actrice : Julia Roberts, Erin Brockovich, seule contre tous
- Meilleur Acteur : Russell Crowe, Gladiator
- Meilleure Actrice de Soutien : Marcia Gay Harden, Pollock
- Meilleur Acteur de Soutien : Benicio del Toro, Traffic
- Meilleur Réalisateur : Steven Soderbergh, Traffic
- Meilleur Film Étranger : Tigre et Dragon de Ang Lee

### Césars
- Meilleur film : Vénus beauté (institut) de Tonie Marshall, 4 Césars avec Meilleure réalisatrice, Meilleur espoir féminin : Audrey Tautou, et meilleur scénario
- Meilleur acteur : Daniel Auteuil dans La Fille sur le pont
- Meilleure actrice : Karin Viard dans Haut les cœurs !
- Meilleur second rôle masculin : François Berléand dans Ma petite entreprise
- Meilleur second rôle féminin : Charlotte Gainsbourg dans La Bûche
- Meilleur film étranger : Tout sur ma mère de Pedro Almodóvar

### Autres récompenses
- Ours d'or : Magnolia de Paul Thomas Anderson
- Prix Romy-Schneider : Clotilde Courau

### Italie

#### Prix David di Donatello
- Meilleur film: Pain, tulipes et comédie (pane e tulipani) de Silvio Soldini
- Meilleur réalisateur : Silvio Soldini pour Pain, tulipes et comédie (pane e tulipani)
- Meilleur scénario : Silvio Soldini et Doriana Leondeff pour Pain, tulipes et comédie (pane e tulipani)

#### Ruban d'argent
- Meilleur film: Pain, tulipes et comédie (pane e tulipani) de Silvio Soldini

### Prix Jutra
- Meilleur film québécois : Post mortem de Louis Bélanger
- Meilleur réalisateur : Louis Bélanger pour Post mortem
- Meilleure actrice : Karine Vanasse dans Emporte-moi
- Meilleur acteur : Gabriel Arcand dans Post mortem

## Principaux films de l'année
- Amours chiennes : drame mexicain d'Alejandro González Iñárritu.
- Bloody sunday : drame britannico-irlandais de Paul Greengrass avec James Nesbitt, Allan Gildea
- Gladiator : peplum de Ridley Scott avec Russell Crowe, Joaquin Phoenix, Djimon Hounsou
- Le Battement d'ailes du papillon : comédie française de Laurent Firode avec Audrey Tautou, Faudel, Eric Savin, Irène Ismaïloff.
- Moulin Rouge : film musical américano-australien de Baz Luhrmann, musique de Craig Armstrong, David Bowie, Marius de Vries et S. Hitchcock avec Nicole Kidman, Ewan McGregor, John Leguizamo, Jim Broadbent, Mattie Whittet
- Saint-Cyr : drame français de Patricia Mazuy avec Isabelle Huppert, Jean-Pierre Kalfon, Jean-François Balmer, Simon Reggiani

## Box-Office

### France
| Class.                    | Titre        | Pays       | Réalisateur                               | Box-Office France  |
| ------------------------- | ------------ | ---------- | ----------------------------------------- | ------------------ |
| 1.                        | Taxi 2       | France     | Gérard Krawczyk                           | 10 349 454 entrées |
| 2.                        | Sixième Sens | États-Unis | M. Night Shyamalan                        | 7 799 130 entrées  |
| 3.                        | Dinosaure    | États-Unis | Eric Leighton et Ralph Zondag             | 5 156 328 entrées  |
| 4.                        | Gladiator    | États-Unis | Ridley Scott                              | 4 806 654 entrées  |
| 5.                        | Toy Story 2  | États-Unis | Ash Brannon, John Lasseter et Lee Unkrich | 4 531 702 entrées  |
| Source :cbo-boxoffice.com |              |            |                                           |                    |

### États-Unis
1. Le Grinch
2. Seul au monde
3. Mission impossible 2
4. Gladiator
5. Ce que veulent les femmes
6. En pleine tempête
7. Mon beau-père et moi
8. X-Men (voir l'article sur les X-Men)
9. Scary Movie
10. Apparences

## Principaux décès

### Premier trimestre
- 10 janvier : Sam Jaffe, 98 ans, producteur
- 14 janvier : Alain Poiré, 72 ans, producteur
- 14 janvier : Alphonse Boudard, 74 ans, scénariste
- 19 janvier : Hedy Lamarr, 90 ans, actrice
- 5 février : Claude Autant-Lara, 96 ans, réalisateur
- 7 février : Malek Kateb, 58 ans, acteur franco-algérien et père de Reda Kateb
- 11 février : Roger Vadim, 72 ans, réalisateur
- 5 mars : Lolo Ferrari, 37 ans, actrice pornographique française.
- 6 mars : John Colicos, 71 ans, acteur
- 20 mars : Gene « Eugene » Andrusco (en), acteur et chanteur
- 21 mars : Adrienne Servantie, actrice française (* 25 mai 1907)
- 27 mars : Ian Dury, 57 ans, chanteur et acteur

### Deuxième trimestre
- 8 avril : Claire Trevor, 91 ans, actrice
- 1er mai : Steve Reeves, 75 ans, acteur
- 7 mai : Douglas Fairbanks Jr., 81 ans, acteur
- 14 mai : Paul Bartel, 62 ans, acteur
- 21 mai : Sir John Gielgud, 96 ans, acteur
- 25 mai : Nicholas Clay, 53 ans, acteur
- 6 juin : Frédéric Dard, 78 ans, auteur et scénariste
- 29 juin : Vittorio Gassman, 78 ans, acteur

### Troisième trimestre
- 1er juillet : Walter Matthau, 79 ans, acteur
- 17 juillet : Pascale Audret, 63 ans, actrice
- 22 juillet : Claude Sautet, 76 ans, réalisateur
- 5 août : Sir Alec Guinness, 86 ans, acteur
- 12 août : Loretta Young, 87 ans, actrice
- 25 août : 
  - Carl Barks, 99 ans, illustrateur et écrivain
  - Valery Priomykhov, 56 ans, acteur, scénariste et réalisateur russe
- 26 août : Odette Joyeux, 83 ans, actrice

### Quatrième trimestre
- 8 octobre : Vsevolod Larionov, 72 ans, acteur soviétique
- 27 octobre : Georges Poujouly, 60 ans, acteur
- 22 novembre : Christian Marquand, 74 ans, acteur
- 17 décembre : Gérard Blain, 70 ans, acteur
- 26 décembre : Jason Robards, 78 ans, acteur